# 斯普里敦 (印第安納州)
斯普里敦（英語：Spraytown）是位於美國印地安納州傑克遜縣的一個非建制地區。該地的面積和人口皆未知。